# Serge II de Constantinople

Serge, Sergios ou Sergius II de Constantinople (?-1019) fut patriarche de Constantinople de juin/juillet 1001 à sa mort en juillet 1019.

## Biographie
Après trois années de vacance du siège, il est nommé patriarche à la place de Sisinios II qui était un simple laïc. De la famille du patriarche Photios et higoumène du monastère de Manuel, il fut farouchement opposé aux réformes de Basile II, notamment le rétablissement de l’allèlengyon. Il essaya aussi de mettre en place une dualité à la tête de l'Église chrétienne en coupant les relations avec Rome sans succès. Il ne réussit pas non plus à obtenir de l'empereur victorieux des Bulgares, comme il l'avait promis, d'abolir l'allèlengyon.